# 2014-es Európa-liga-döntő
A 2014-es Európa-liga-döntő az európai labdarúgó-klubcsapatok második legrangosabb tornájának 5., jogelődjeivel együttvéve a 43. döntője volt. A mérkőzést a torinói Juventus Stadionban rendezték 2014. május 14-én. A mérkőzés győztese részt vett a 2014-es UEFA-szuperkupa döntőjében, ahol az ellenfél a 2013–2014-es UEFA-bajnokok ligája győztese volt.
A mérkőzést a Sevilla FC nyerte, büntetőpárbaj után.

## Helyszín
A torinói Juventus Stadiont 2012. március 20-án választották a döntő helyszínéül. A Juventus hazai pályája 2011 óta.
Torinóban korábban a VVK-kupa két, az UEFA-kupa döntő négy mérkőzését rendezték, mindegyik alkalommal a Juventus szereplésével. 1977-ben és 1990-ben az UEFA-kupa-döntő első mérkőzése az Olimpiai Stadionban volt. Itt rendezték az 1965-ös VVK-kupa döntőjét, és az 1971-es VVK-kupa-döntő első mérkőzését is.
1992-ben az UEFA-kupa-döntő első mérkőzését és 1993-ban az az UEFA-kupa-döntő második mérkőzését az Alpok Stadionban (Stadio delle Alpi)rendezték. A stadion az 1990-es labdarúgó-világbajnokság egyik helyszíne is volt. Az Alpok Stadiont a 2000-es évek során elbontottak, ennek helyére épült az új Juventus Stadion.

## Résztvevők
A döntő egyik résztvevője a spanyol Sevilla FC. A Sevilla korábban kétszer nyerte meg az Európa-liga elődjének számító UEFA-kupát, 2006-ban és 2007-ben. 2006-ban az UEFA-szuperkupát is megnyerte.
A másik résztvevő a portugál Benfica, amely korábban kétszer nyert BEK-et, 1961-ben és 1962-ben. Azóta azonban hét európai kupadöntőt vesztett el. A BEK-et ötször (1963, 1965, 1968, 1988, 1990), az UEFA-kupát 1983-ban, az Európa-ligát 2013-ban vesztette el.

## Út a döntőig
Az eredmények az adott csapat szempontjából szerepelnek.
A Sevilla a 2012–2013-as spanyol bajnokságban a 9. helyen végzett. A spanyol bajnokság hatodik helyezettjét, a Málaga CF csapatát az UEFA kizárta. Helyette a bajnoki hetedik Real Betis indulhatott. A bajnoki nyolcadik helyezett Rayo Vallecano nem kapott UEFA-licencet, és így helyette indulhatott a bajnoki kilencedik Sevilla FC. A Sevilla tulajdonképpen a spanyol bajnokság hetedik helyezettjének járó kvótát kapta meg, az előtte lévő két csapat hiánya miatt. A spanyol csapat az Európa-liga 3. selejtezőköréből jutott el a döntőig.
A Benfica az UEFA-bajnokok ligájában indult, a portugál bajnokság második helyezettjeként. A csoportkörben a csoportjában a harmadik helyen végzett és így került át az Európa-ligába.
| Csapat         | M | Gy | D | V | G+ | G– | Gk | P  |
| -------------- | - | -- | - | - | -- | -- | -- | -- |
| Sevilla FC     | 6 | 3  | 3 | 0 | 9  | 4  | +5 | 12 |
| Slovan Liberec | 6 | 2  | 3 | 1 | 9  | 8  | +1 | 9  |
| SC Freiburg    | 6 | 1  | 3 | 2 | 5  | 8  | –3 | 6  |
| Estoril Praia  | 6 | 0  | 3 | 3 | 5  | 8  | –3 | 3  |

| Csapat     | M | Gy | D | V | G+ | G– | Gk  | P  |
| ---------- | - | -- | - | - | -- | -- | --- | -- |
| Paris SG   | 6 | 4  | 1 | 1 | 16 | 5  | +11 | 13 |
| Olympiakos | 6 | 3  | 1 | 2 | 10 | 8  | +2  | 10 |
| Benfica    | 6 | 3  | 1 | 2 | 8  | 8  | 0   | 10 |
| Anderlecht | 6 | 0  | 1 | 5 | 4  | 17 | –13 | 1  |

## A mérkőzés
| 2014. május 14. 20:45 (CEST) |

| Sevilla FC              | 0–0 (h. u.) | Benfica                     |
| ----------------------- | ----------- | --------------------------- |
|                         | Jegyzőkönyv |                             |
| Büntetőpárbaj           |             |                             |
| Bacca Mbia Coke Gameiro | 4–2         | Lima Cardozo Rodrigo Luisão |

| Juventus Stadion, Torino Nézőszám: 33 120 Játékvezető: Felix Brych (német) |

| Sevilla FC | Benfica |

| GK          | 13 | Beto               |     |      |      |
| RB          | 23 | Coke               | 98' |      |      |
| CB          | 21 | Nico Pareja        |     |      |      |
| CB          | 2  | Federico Fazio     | 11' |      |      |
| LB          | 14 | Alberto Moreno     | 13' |      |      |
| DM          | 22 | Stéphane Mbia      |     |      |      |
| DM          | 6  | Daniel Carriço     |     |      |      |
| CM          | 11 | Ivan Rakitić (csk) |     |      |      |
| RW          | 19 | José Antonio Reyes |     | 78'  |      |
| LW          | 20 | Vitolo             |     | 110' |      |
| CF          | 9  | Carlos Bacca       |     |      |      |
| Cserék:     |    |                    |     |      |      |
| GK          | 1  | Javi Varas         |     |      |      |
| DF          | 3  | Fernando Navarro   |     |      |      |
| DF          | 5  | Diogo Figueiras    |     | 110' |      |
| MF          | 7  | Marko Marin        |     | 78'  | 104' |
| MF          | 12 | Vicente Iborra     |     |      |      |
| MF          | 15 | Piotr Trochowski   |     |      |      |
| FW          | 18 | Kévin Gameiro      |     | 104' |      |
| Vezetőedző: |    |                    |     |      |      |
| Unai Emery  |    |                    |     |      |      |

| GK          | 41 | Jan Oblak          |      |      |
| RB          | 14 | Maxi Pereira       |      |      |
| CB          | 4  | Luisão (csk)       |      |      |
| CB          | 24 | Ezequiel Garay     |      |      |
| LB          | 16 | Guilherme Siqueira | 30'  | 99'  |
| RM          | 6  | Rúben Amorim       |      |      |
| CM          | 30 | André Gomes        |      |      |
| RM          | 20 | Nicolás Gaitán     |      | 119' |
| RW          | 8  | Miralem Sulejmani  |      | 25'  |
| LW          | 19 | Rodrigo            |      |      |
| CF          | 11 | Lima               |      |      |
| Cserék:     |    |                    |      |      |
| GK          | 1  | Artur              |      |      |
| DF          | 3  | Steven Vitória     |      |      |
| DF          | 33 | Jardel             |      |      |
| MF          | 10 | Filip Đuričić      |      |      |
| MF          | 34 | André Almeida      | 100' | 25'  |
| FW          | 90 | Ivan Cavaleiro     |      | 119' |
| FW          | 7  | Óscar Cardozo      |      | 99'  |
| Vezetőedző: |    |                    |      |      |
| Jorge Jesus |    |                    |      |      |

| Asszisztensek: Mark Borsch (német) Stefan Lupp (német) Tobias Welz (német) Bastian Dankert (német) Negyedik játékvezető: Milorad Mažić (szerb) | Szabályok - 90 perc játékidő. - 30 perc hosszabbítás, ha szükséges. - Büntetőpárbaj, ha szükséges. - Hét megnevezett cserejátékos. - Maximum három cserejátékos. |